# Joncy
Joncy – miejscowość i gmina we Francji, w regionie Burgundia-Franche-Comté, w departamencie Saona i Loara.
Według danych na rok 1990 gminę zamieszkiwały 424 osoby, a gęstość zaludnienia wynosiła 28 osób/km² (wśród 2044 gmin Burgundii Joncy plasuje się na 511. miejscu pod względem liczby ludności, natomiast pod względem powierzchni na miejscu 638.).